# Митькинское
Митькинское (тат. Меткә) — село в Вагайском районе Тюменской области, входит в состав сельского поселения Казанское.

## География
Село находится на берегу реки Агитка. Автобусное сообщение.

## Население
| 2010 |
| ---- |
| 162  |